# 迈朗格
迈朗格（Mairang），是印度梅加拉亚邦西卡希山縣的一个城镇。

## 人口
该地2001年总人口11517人，其中男性5773人，女性5744人；0－6岁人口2498人，其中男1303人，女1195人；识字率62.06%，其中男性为61.55%，女性为62.57%。